# Platyzosteria babindae
Platyzosteria babindae är en kackerlacksart som beskrevs av Shaw 1922. Platyzosteria babindae ingår i släktet Platyzosteria och familjen storkackerlackor. Inga underarter finns listade i Catalogue of Life.